# Harriet Margaret Louisa Bolus

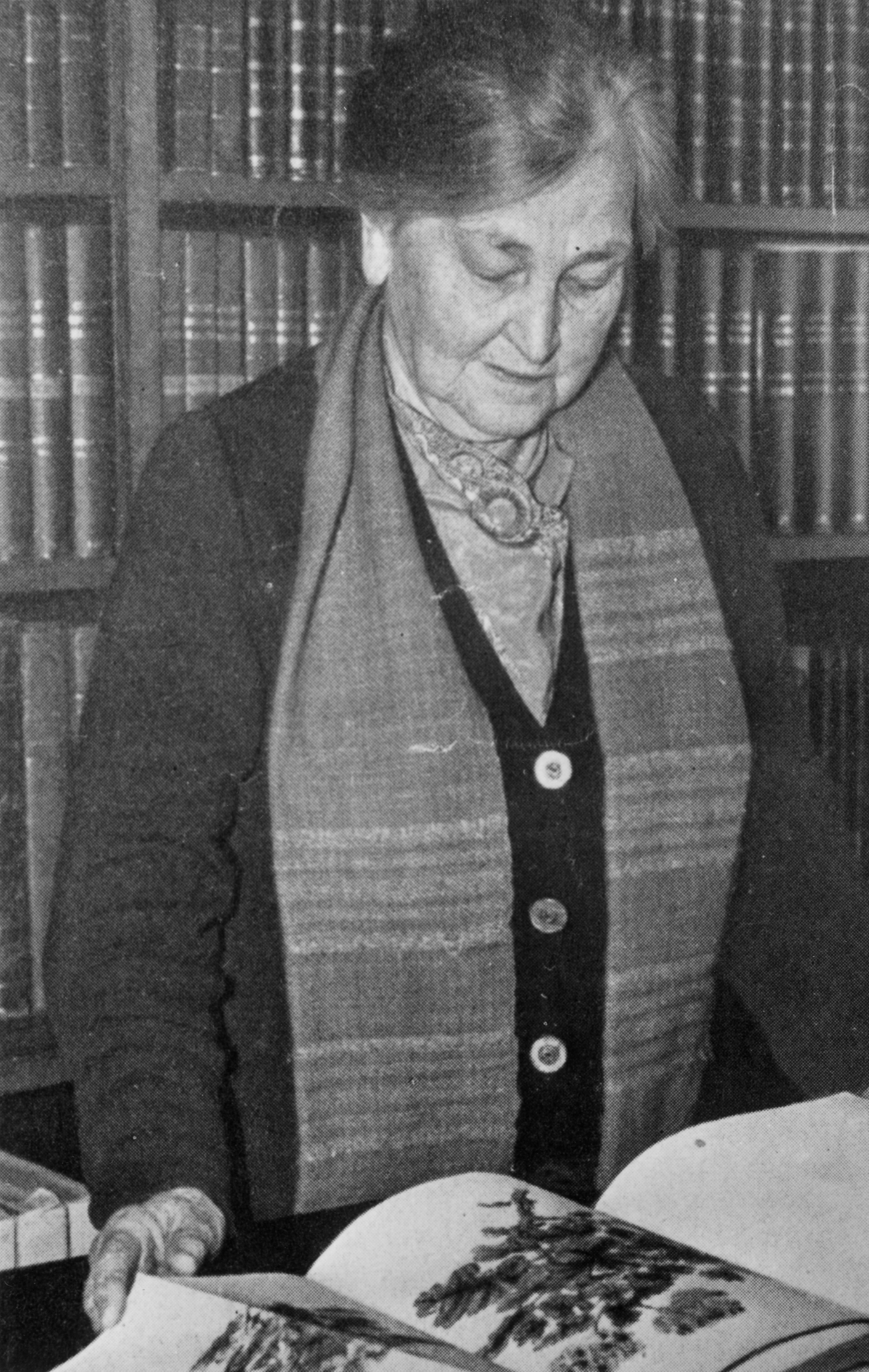
Harriet Margaret Louisa Bolus

Harriet Margaret Louisa Bolus (geborene Kensit; * 31. Juli 1877 in Burgersdorp; † 5. April 1970 in Kapstadt) war eine südafrikanische Botanikerin. Ihre offiziellen botanischen Autorenkürzel lauten „L.Bolus“ und „Kensit“. Sie war die Frau von Frank Bolus (1870–1945), den sie 1912 heiratete, dem jüngeren Sohn von Harry Bolus (1834–1911).

## Leben
Nach einer Ausbildung an der Girls’ Collegiate School in Port Elizabeth von 1891 bis 1899 studierte Harriet Margaret Louisa Bolus zwischen 1899 und 1902 Literatur am South African College in Kapstadt, wo sie zum Bachelor of Arts graduierte. 1903 stellte sie der Botaniker Harry Bolus als Kuratorin in seinem Privatherbarium ein. Nach dem Tod von Harry Bolus im Jahre 1911 ging das Bolus-Herbarium an die Universität Kapstadt über. Hier arbeitete Harriet Margaret Louisa Bolus bis zu ihrem Ruhestand im Jahre 1955. In den frühen Jahren ihrer Karriere betrieb Harriet Margaret Louisa Bolus umfangreiche Studien der Kapflora, wobei sie einen besonderen Schwerpunkt auf die Orchideen und Heidekrautgewächse legte. Während ihrer Zusammenarbeit mit Harry Bolus assistierte sie ihm bei seinen Publikationen über diese beiden Pflanzenfamilien. Daneben war sie auf die Familien der Schwertliliengewächse und der Mittagsblumengewächse spezialisiert. Auf letztere konzentrierte sie sich vor allem ab 1955. Neben zahlreichen wissenschaftlichen Publikationen beschrieb sie die Kapflora auch in populärwissenschaftlichen Werken. Hierzu zählen die Zeitschrift South African Gardening and Country Life und das zweibändige A Book of South African Flowers. Darüber hinaus besuchte sie zu wissenschaftlichen Arbeiten Herbarien außerhalb Südafrikas, darunter in den Kew Gardens (1909, 1910, 1925, 1935), das Thunberg-Herbarium in Uppsala und die Typenkollektion von Nikolaus Joseph von Jacquin in Wien im Jahre 1925.
1920 wurde sie zum Fellow of the Royal Society of South Africa gewählt.

## Dedikationsnamen
Gustav Schwantes benannte die Gattung Bolusanthemum (heute ein Synonym für Bijlia) aus der Pflanzenfamilie der Eiskrautgewächse (Aizoaceae) nach ihr. Auch die Pflanzengattung Kensitia Fedde und die Schwertlilienart Moraea louisabolusiae Peter Goldblatt wurden zu Ehren von Harriet Margaret Louisa Bolus benannt.

## Schriften (Auswahl)
- The Annals of the Bolus Herbarium, 1915
- Elementary Lessons in Systematic Botany, 1919
- Notes on Mesembrianthemum and Allied Genera, 1928
- A First Book of South African Flowers, 1928
- A Second Book of South African Flowers, 1936